# Melk (distrikt)
Melk är ett distrikt (Bezirk) i det österrikiska förbundslandet Niederösterreich och består av följande städer, köpingar och kommuner:

Kommunerna i distriktet Melk

Städer
- Mank
- Melk
- Pöchlarn
- Ybbs an der Donau

Köpingar

- Artstetten-Pöbring
- Bischofstetten
- Blindenmarkt
- Dunkelsteinerwald
- Emmersdorf an der Donau
- Erlauf
- Golling an der Erlauf
- Hürm
- Kilb
- Klein-Pöchlarn
- Krummnussbaum
- Leiben
- Loosdorf
- Marbach an der Donau
- Maria Taferl
- Neumarkt an der Ybbs
- Nöchling
- Persenbeug-Gottsdorf
- Petzenkirchen
- Pöggstall
- Raxendorf
- Ruprechtshofen
- Sankt Leonhard am Forst
- Sankt Martin-Karlsbach
- Schönbühel-Aggsbach
- Weiten
- Yspertal

Landskommuner

- Bergland
- Dorfstetten
- Hofamt Priel
- Kirnberg an der Mank
- Münichreith-Laimbach
- Sankt Oswald
- Schollach
- Texingtal
- Zelking-Matzleinsdorf